# نمل أرمان الصلب
نمل أرمان الصلب (الاسم العلمي:†Armania robusta) هو نوع منقرض من الزنابير شبيهة النمل يتبع جنس نمل أرمان.